# Dębnicko-Tyniecki obszar łąkowy
Dębnicko-Tyniecki obszar łąkowy – obszar specjalnej ochrony siedlisk w ramach programu Natura 2000 w województwie małopolskim, w południowo-zachodniej części Krakowa, w dzielnicy VIII Dębniki, w okolicach Pychowic, Ruczaju, Skotnik, Kostrza i Tyńca. Jego utworzenie zaproponowano w październiku 2009 roku, a zatwierdzono w marcu 2011 roku.

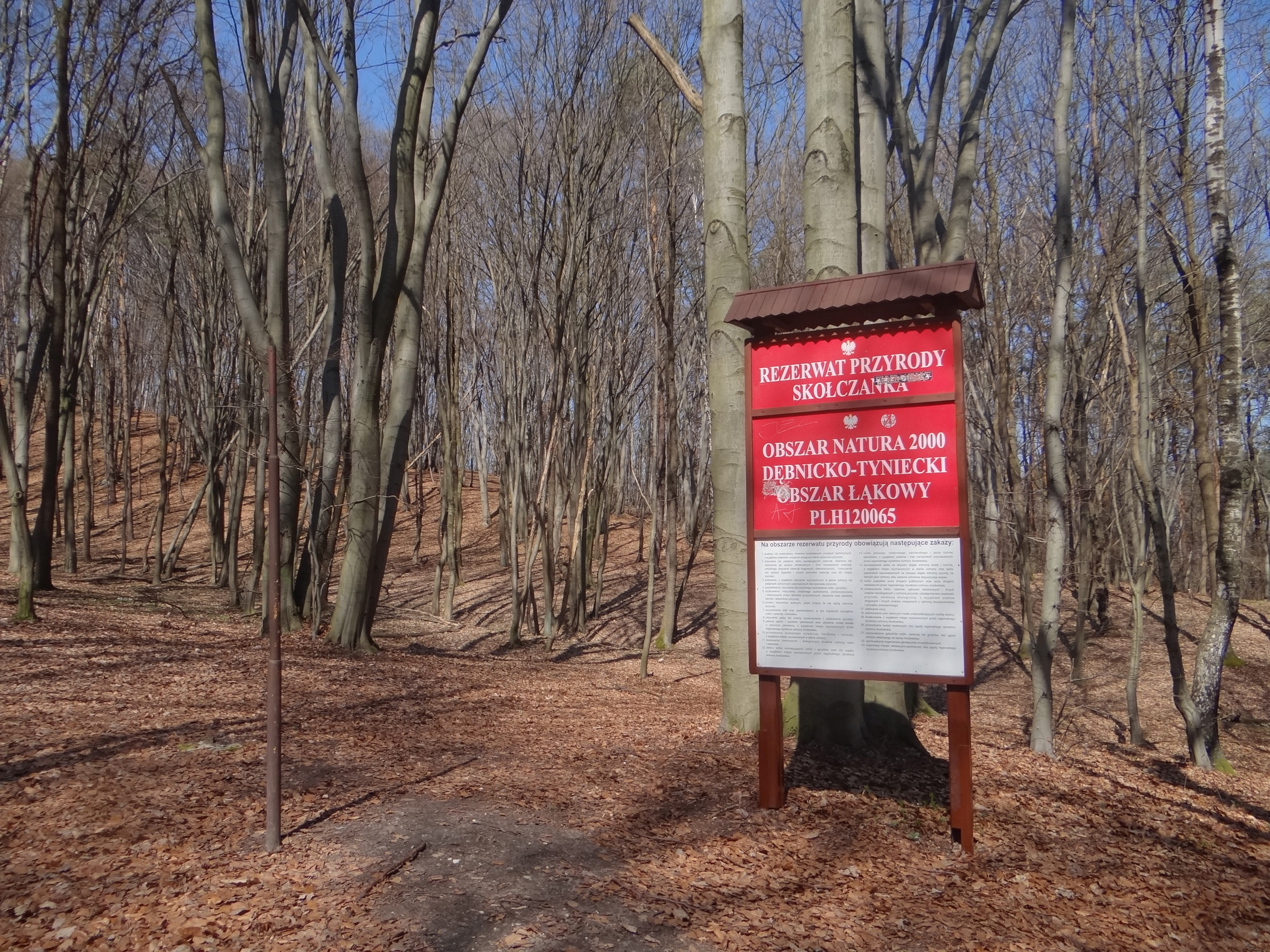
Tablica informacyjna obszaru przy rezerwacie przyrody Skołczanka

Obszar ten składa się z pięciu enklaw, które obejmują najlepiej wykształcone i zachowane płaty łąk trzęślicowych i świeżych oraz muraw kserotermicznych. Teren ten był wcześniej użytkowany rolniczo jako pola uprawne, łąki i pastwiska.
Większość obszaru (86,76%) wchodzi w skład Bielańsko-Tynieckiego Parku Krajobrazowego. Część jednej z enklaw stanowi rezerwat przyrody Skołczanka oraz użytki ekologiczne Dąbrowa i Uroczysko Kowadza. 
W tym obszarze ochronie podlegają miejsca występowania modraszkowatych: modraszka telejusa, modraszka nausitousa i modraszka alkona oraz czerwończyka nieparka i czerwończyka fioletka. W rezerwacie Skołczanka znajduje się stanowisko rzadkiego motyla skalnika driady. Z roślin na uwagę zasługują stanowiska lipiennika Loesela i staroduba łąkowego.
Zagrożenie dla tego obszaru stanowi rozwój osiedli w tej części miasta. Niekorzystne dla siedlisk są również obce gatunki inwazyjne: niecierpek drobnokwiatowy i robinia akacjowa.

## Siedliska przyrodnicze
Dębnicko-Tyniecki obszar łąkowy obejmuje następujące rodzaje siedlisk wymienionych w załączniku I:
- 3150 – starorzecza i naturalne eutroficzne zbiorniki wodne ze zbiorowiskami z Nympheion, Potamion - 0,17 ha
- 6210 – murawy kserotermiczne (Festuco-Brometea i ciepłolubne murawy z Asplenion septentrionalis, Festucion pallentis) - 8,49 ha
- 6410 – zmiennowilgotne łąki trzęślicowe (Molinion) - 45,26 ha
- 6510 – niżowe i górskie świeże łąki użytkowane ekstensywnie (Arrhenatherion elatioris) - 39,61 ha
- 7230 – górskie i nizinne torfowiska zasadowe o charakterze młak, turzycowisk i mechowisk - 0,08 ha
- 9170 – grąd środkowoeuropejski i subkontynentalny (Galio-Carpinetum, Tilio-Carpinetum) - 17,12 ha

## Fauna i flora obszaru

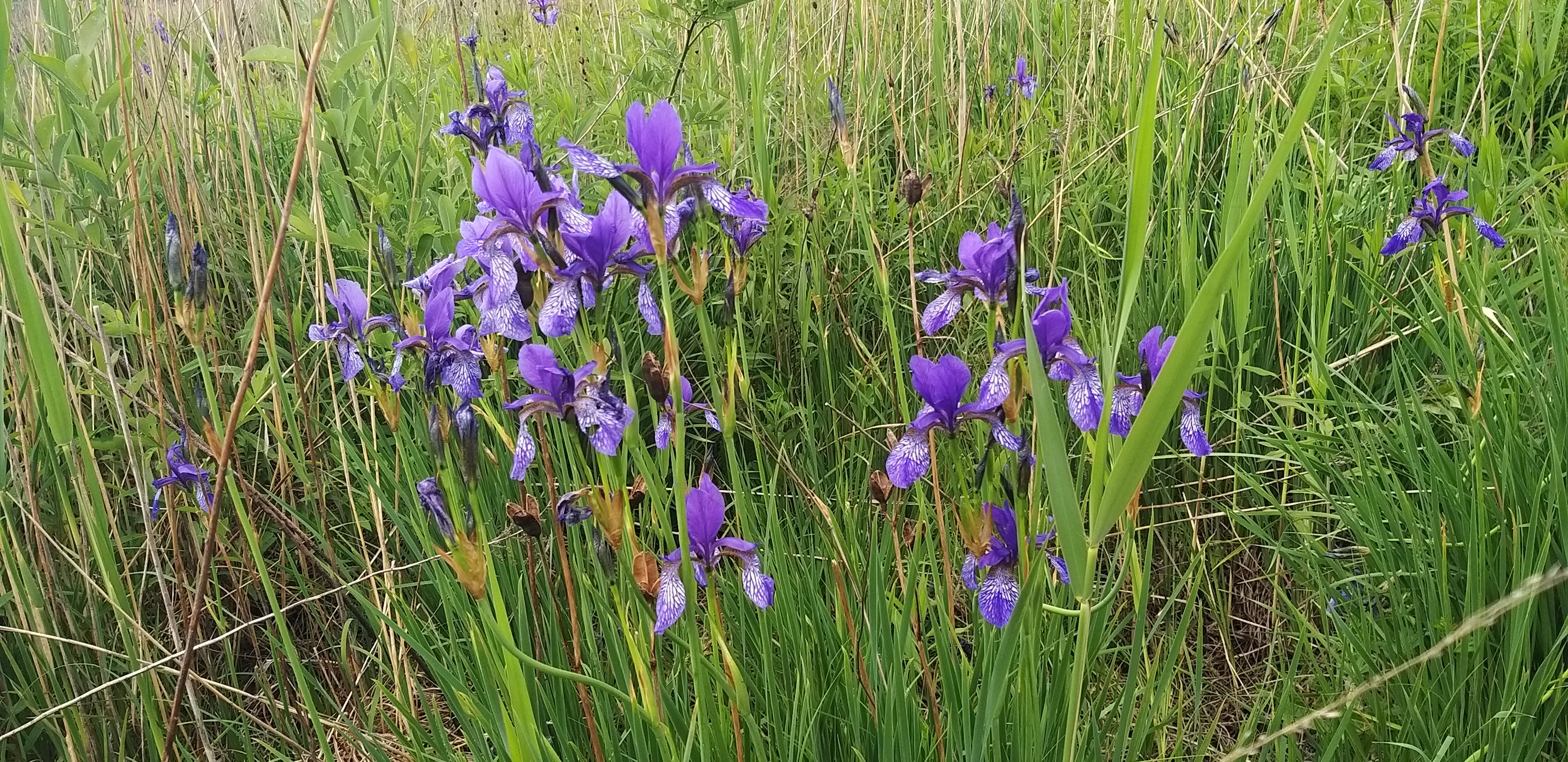
Stanowisko kosaćca syberyjskiego w okolicach Kostrza

W obszarze stwierdzono następujące gatunki wymienione w załączniku II dyrektywy siedliskowej:
- rośliny: starodub łąkowy, lipiennik Loesela,
- bezkręgowce: czerwończyk nieparek, czerwończyk fioletek, modraszek nausitous, modraszek telejus,
- płazy: traszka grzebieniasta.

W pierwotnej wersji standardowego formularza danych wymieniono również inne gatunki roślin i zwierząt ważnych dla tego obszaru:
- ptaki: bączek zwyczajny, bocian czarny, bocian biały, czajka zwyczajna, derkacz, gąsiorek, jarzębatka,
- ssaki: gacek brunatny, gacek szary, nocek Natterera,
- płazy: rzekotka drzewna, żaba moczarowa,
- gady: jaszczurka zwinka, jaszczurka żyworodna, zaskroniec zwyczajny,
- bezkręgowce: czerwończyk płomieniec, czerwończyk uroczek, dostojka ino, mieniak tęczowiec, modraszek alkon, modraszek malczyk, modraszek wieszczek, paź królowej, przeplatka cinksia, rusałka żałobnik, skalnik driada,
- rośliny: bluszcz pospolity, głowienka wielkokwiatowa, goryczka wąskolistna, goździk pyszny, gółka długoostrogowa, groszek błotny, kosaciec syberyjski, kruszczyk błotny, macierzanka nagolistna, mieczyk dachówkowaty, ostrożeń siwy, pajęcznica gałęzista, pełnik europejski, pierwiosnek wyniosły, przetacznik długolistny, rutewka wąskolistna, sasanka łąkowa, storczyk męski, śniedek baldaszkowaty, turzyca Davalla.